# Szelistyora
Szelistyora románul: Săliștioara, falu Romániában, Erdélyben, Hunyad megyében.

## Fekvése
Dévától északnyugatra, a Fornádia közben fekvő település.

## Története
Szelistyora, Szelestya nevét 1499-ben p. Zelesthya néven említette először oklevél a Hermán-nemzetségbeli Pestesi ~ 
Felpestesiek birtokaként. Ekkor a hűtlen Mátyás birtokát Soklyósi Péter görgényi várnagy kapta királyi adományul.
Későbbi névváltozatai: 1733-ban Selistioara, 1750-ben Szelistyiora, 1760–1762 között Selistyora, 1808: Szelicsora, Seligsdorf, Szelisoará, 1861-ben Szelistyora, 1888-ban Szelistyora (Szelicsora), 1913-ban Szelistyora.
A trianoni békeszerződés előtt Hunyad vármegye Dévai járásához tartozott.
1910-ben 492 lakosából 2 magyar, 490 román volt. Ebből 490 görögkeleti ortodox volt.

## Források

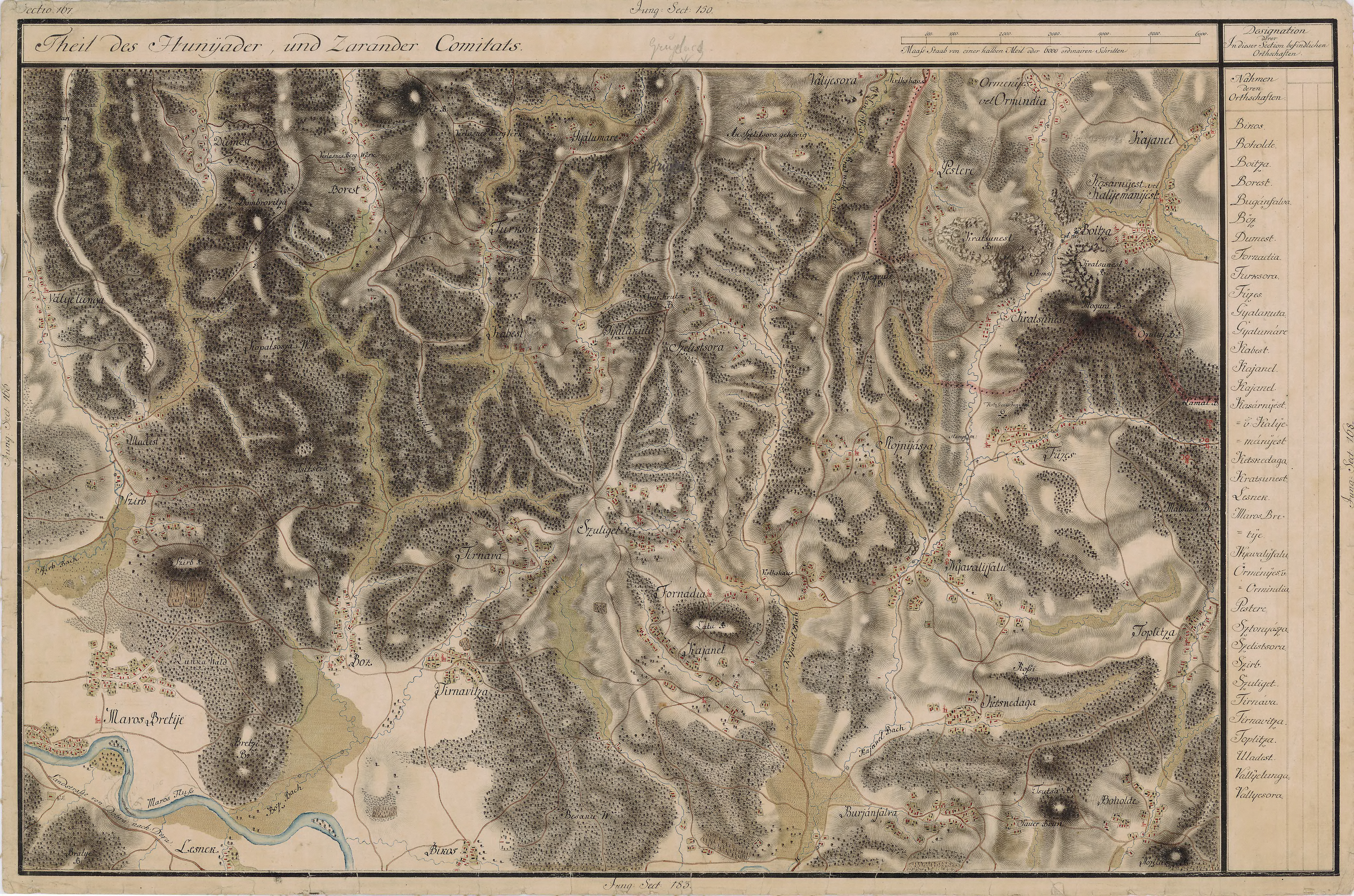
Szelistyora egy régi térképen

## Nevezetességek

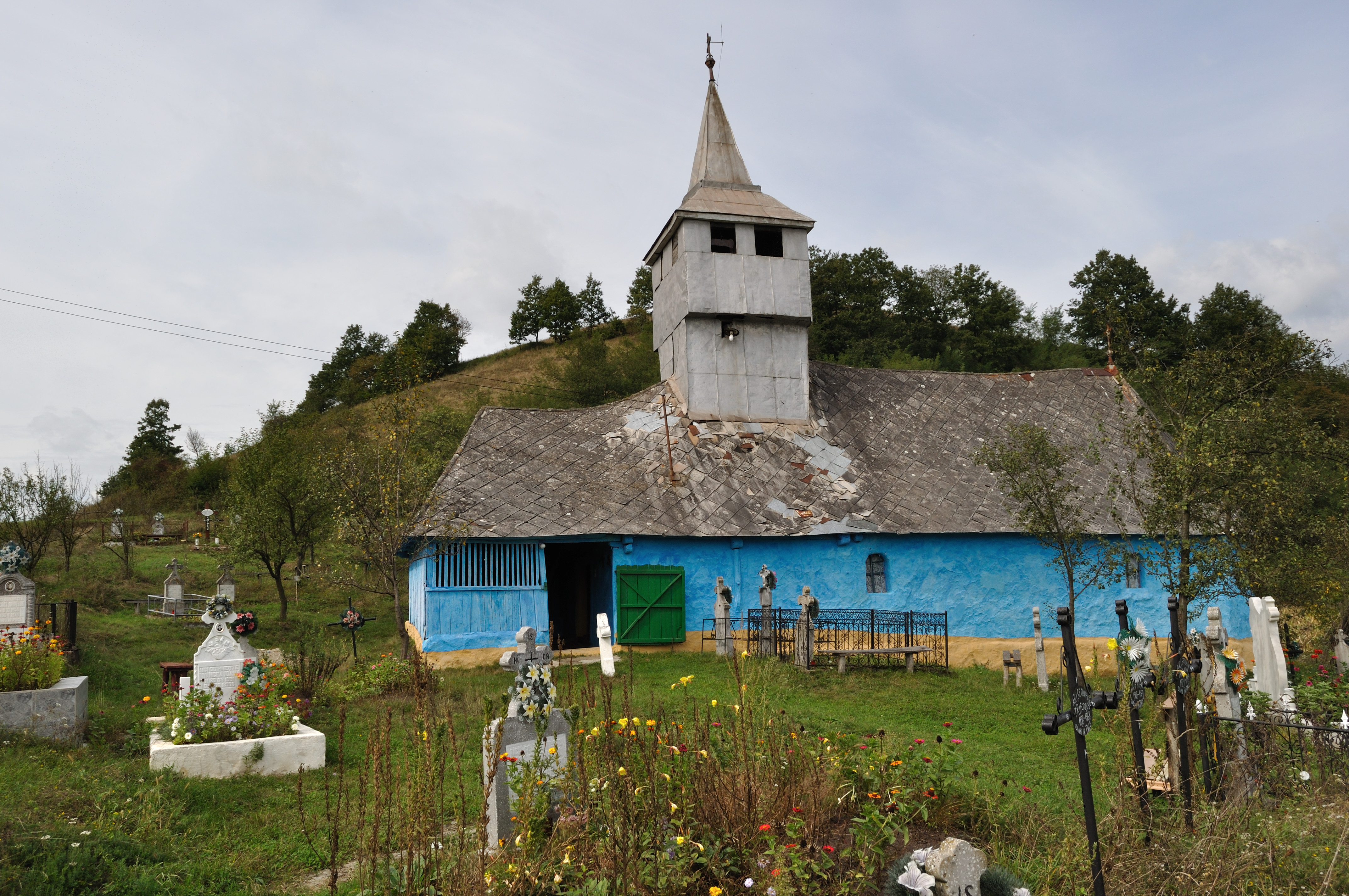
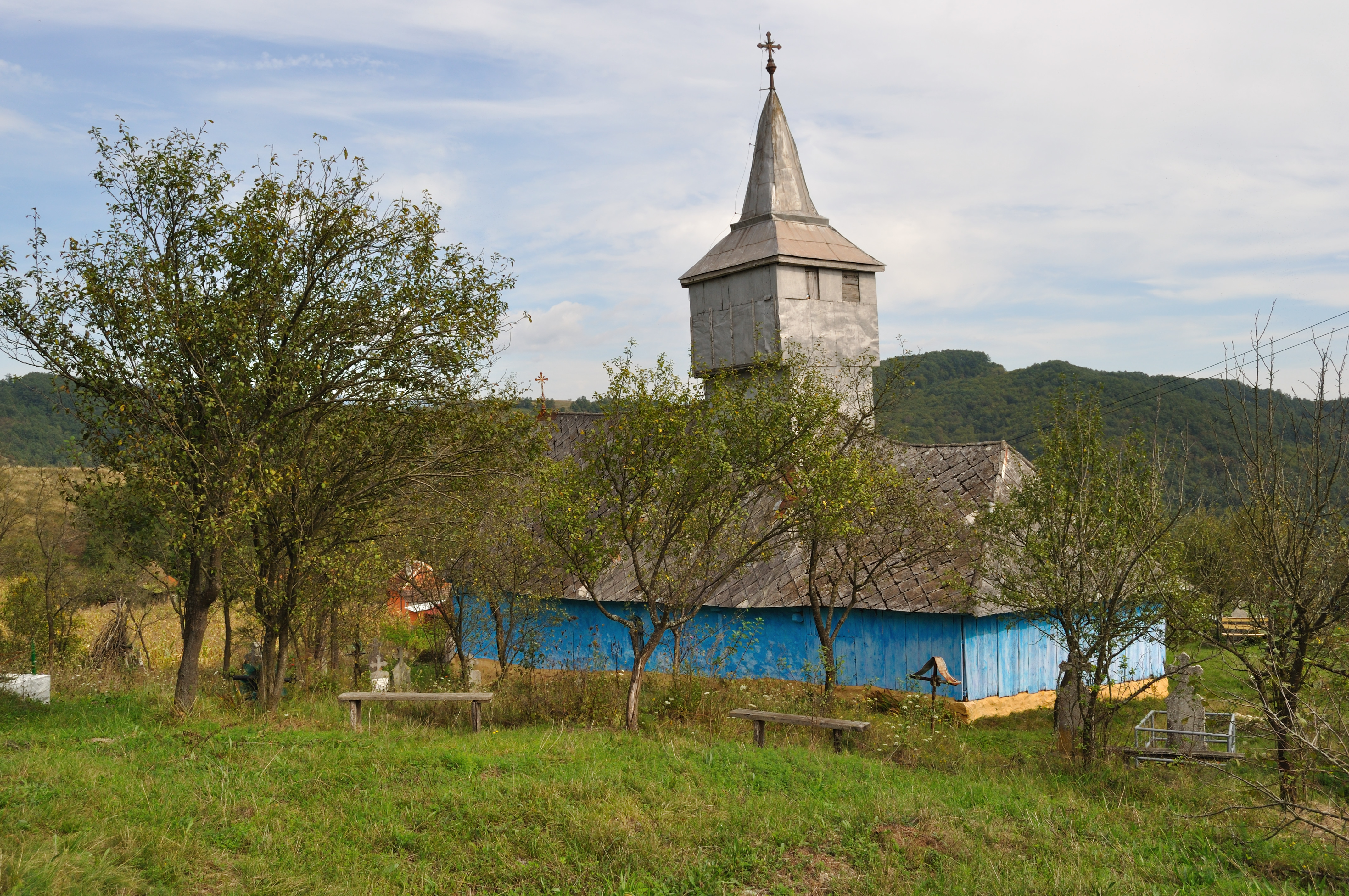
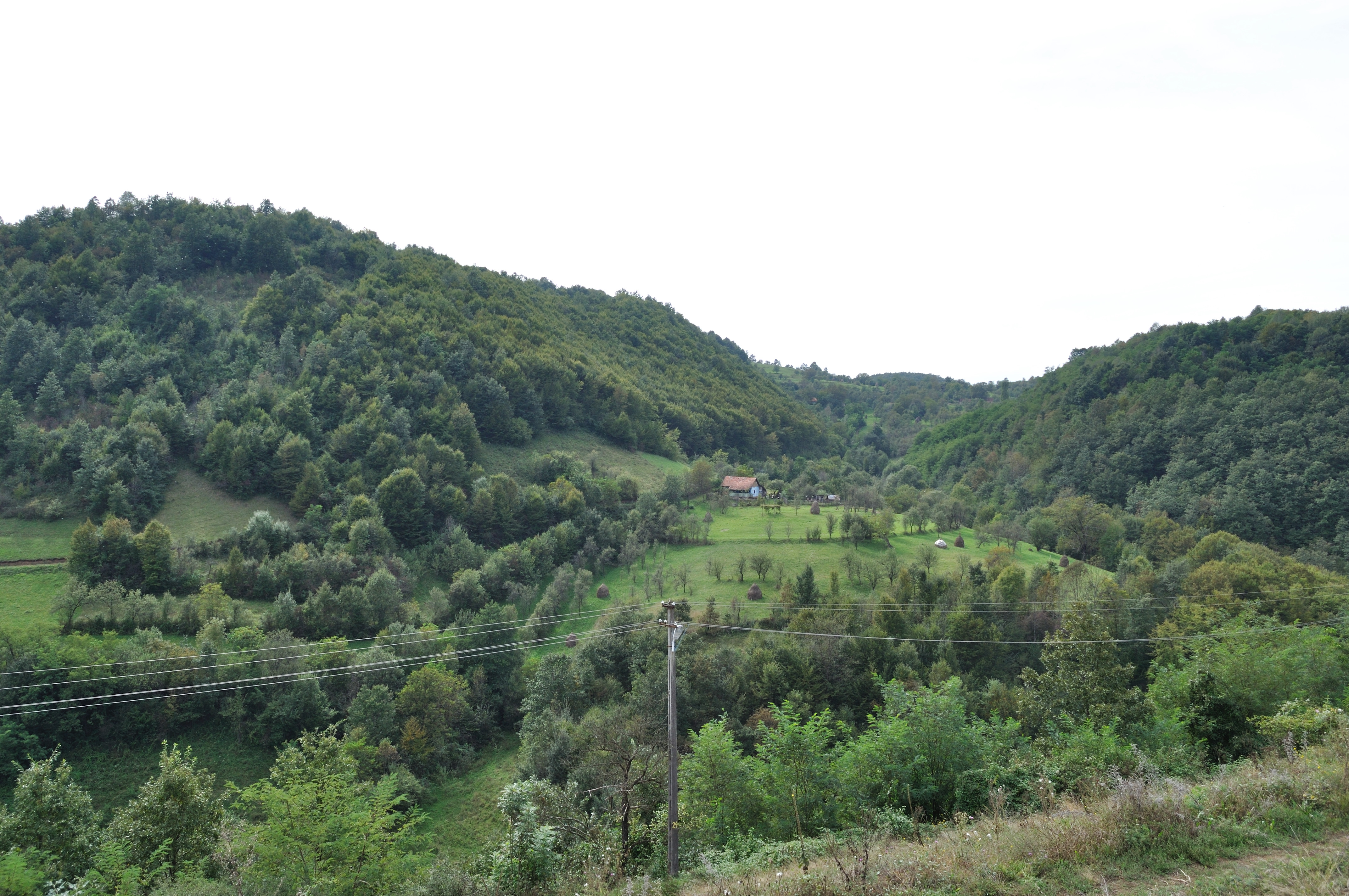

- Görögkeleti ortodox temploma